# Dżuzur Kurajjat
Dżuzur Kurajjat (Juzur Qurayyāt; fr. Îles Kuriates) – dwie małe, bezludne śródziemnomorskie wyspy na tunezyjskim wybrzeżu, położone około 15 kilometrów na wschód od Monastyru.

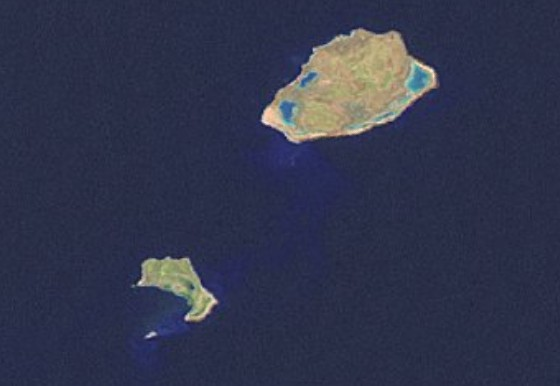
Zdjęcie satelitarne wysp